# Woman's Island
Woman's Island (U-manzu airando) is een Japans televisiedrama uit 2006.

## Verhaal
Yuki Takase werkt bij een kleine uitgeverij die gratis kranten publiceert. Samen met haar assistente Rei Fujishima krijgt ze de opdracht door Tokio te gaan en vrouwen te interviewen, met als vraag: Hoe combineer je een carrière met de liefde.
De film richt zich op twee van de geïnterviewden. Hazuki Komori bijvoorbeeld, de vrouwelijke manager van een café die een relatie heeft met een oudere man. De ander is Eriko Ishikawa, een drukke vrouw die het naar eigen zeggen te druk heeft voor een relatie.

## Rolverdeling
| Acteur             | Personage        |
| ------------------ | ---------------- |
| Ryoko Shinohara    | Yuki Takase      |
| Chiaki Kuriyama    | Rei Fujishima    |
| Haruka Igawa       | Eriko Ishikawa   |
| Noriko Nakagoshi   | Hazuki Komori    |
| Shunsuke Nakamura  | Kazuya Sugishita |
| Shosuke Tanihara   | Hiroto Fukazawa  |
| Shigenori Yamazaki | Shinoda Yosuke   |